# Răcari
Răcari város Dâmbovița megyében, Munténiában, Romániában.

## Fekvése
A megye délkeleti részén helyezkedik el, Bukarest és Târgoviște között félúton, a Colentina és az Ilfov folyók mentén.

## Történelem
Első írásos említése 1725-ből való, régi neve Podul Bărbierului.
Jelenlegi nevét 1911-ben kapta.

## Népesség
A lakosság számának alakulása:
- 1948 – 2.519 lakos
- 2002 – 6.892 lakos

Etnikai alapon a 2002-es népszámlálás alapján:
- Románok – 6.741 (98%)
- Romák – 147 (1,9%)
- Németek – 3 (0,1%)

A lakosok 98,5%-a ortodox vallású.

## Látnivalók
- Katonai hősök emlékműve

## Gazdaság
A mezőgazdaság és az ipar egyformán jelentős ágazata a város gazdaságának.
Jelentős ipari ágazatok: a textilipar, fémkohászat, faipar, cukorgyár.

## Híres emberek
- Ion Ghica (1816-1897) – politikus, diplomata, Románia miniszterelnöke két alkalommal

## Külső hivatkozások
- A városról